# 陶本湖
47°41′46″N 12°25′37″E / 47.69611°N 12.42694°E

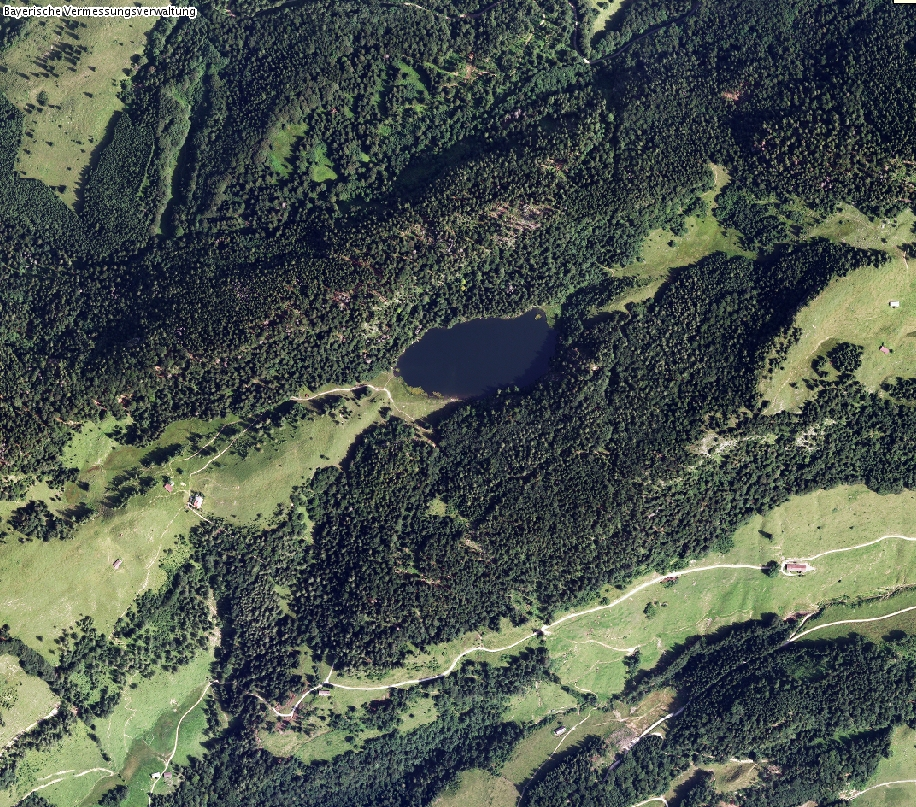

陶本湖（德語：Taubensee），是中歐的湖泊，位於奧地利和德國接壤的邊境，由克森和下沃森負責管轄，長0.3公里、寬0.2公里，面積0.04平方公里，海拔高度1,138米，湖岸線長度0.8公里。